# 宝鏡三昧
宝鏡三昧（ほうきょうざんまい）は、中国曹洞宗の開祖、洞山良价によって作成されたとされる禅の漢詩。『宝鏡三昧歌』とも。
「宝鏡」とは「至上の明鏡」の意味で、「明鏡」とは釈迦の智慧を指す。
曹洞宗では、毎朝の仏祖諷経の際に『参同契』と交互に読まれる。

## 概要
四言×4句で1節を構成され、それが6節の合計376字からなる。

## 関連文献
- 『宝鏡三昧吹唱』（面山瑞方著、1767年）
- 『宝鏡三昧吹唱聞解』（斧山玄鈯著）
- 『参同契宝鏡三昧纂解』（辻顕高著、鴻盟社、1885年）
- 『宝鏡三昧講話』（秋野孝道著、丙午出版社、1928年）
- 『宝鏡三昧提唱』（棲梧宝嶽著、伊藤林作、1942年）
- 『宝鏡三昧普説』（原田雪渓著、ペンハウス、2014年）